# وريد صفني خلفي
الأوردة الصفنية الخلفية هي أوردة تقوم بتصريف الدم إلى الضفيرة الوريدية المثانية.

## وصلات خارجية
- http://anatomy.med.umich.edu/anatomytables/veins_pelvis_perineum.html